# René Wellinger

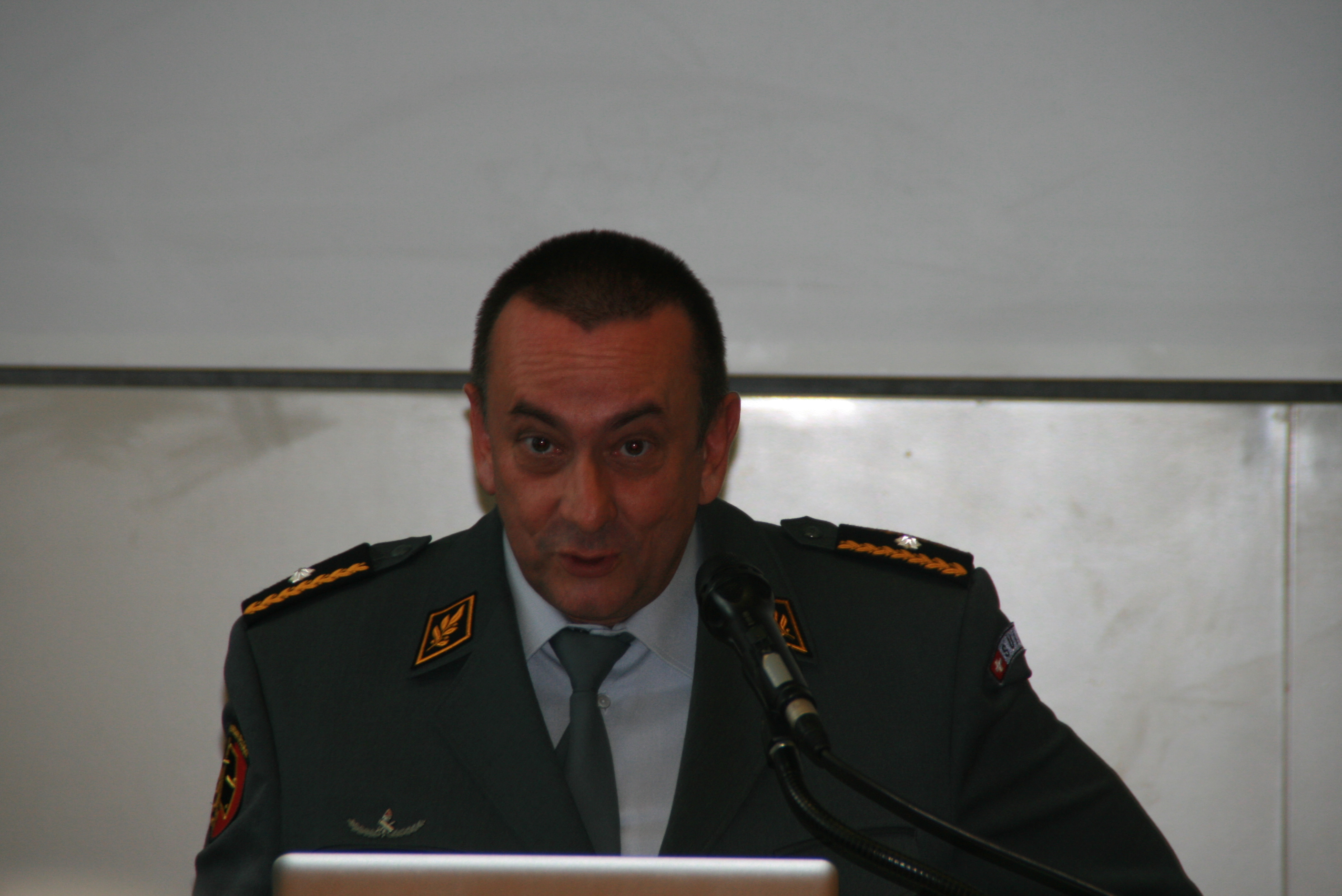
René Wellinger (2017)

René Wellinger (* 20. September 1966) ist ein Schweizer Berufsoffizier (Divisionär).

## Biographie
René Wellinger wurde 1992 Berufsoffizier im Instruktionskorps der Artillerie. Nach einem Studiumaufenthalt an der Joint Forces Staff College 2001 und der Royal Military Academy Sandhurst 2003 mit einem Abschluss in Defence Administration (Master) war Wellinger von 2004 bis 2007 Stabschef des Kommandanten der Höheren Kaderausbildung der Armee und von 2008 und 2009 Stabschef des Stellvertreters des Chefs der Armee. Am 1. Juli 2012 übernahm er, unter gleichzeitiger Beförderung zum Brigadier, das Kommando der Panzerbrigade 11 und am 1. Januar 2014 wurde er zum Kommandanten des Lehrverbandes Panzer / Artillerie. Am 1. Januar 2018 hat er in der WEA unter gleichzeitiger Beförderung zum Divisionär das Kommando über das Schweizer Heer übernommen. Ab dem 1. August 2024 wird Wellinger die Nachfolge von Germaine Seewer als Kommandant Höhere Kaderausbildung der Armee sowie Stellvertreter des Kommando Ausbildung übernehmen.